# Etna Island
Etna Island ist eine hoch aufragende Insel vor der nordöstlichen Spitze der Antarktischen Halbinsel. Sie liegt 10 km nördlich des östlichen Endes der Joinville-Inseln.
Der britische Polarforscher James Clark Ross entdeckte die Insel bei seiner von 1839 bis 1843 dauernden Antarktisexpedition. Er benannte sie nach ihrer Ähnlichkeit mit dem Vulkan Ätna auf Sizilien.